# Quentin d'Aram de Valada
Pour les articles homonymes, voir Aram et Valada.
Pas d'image ? Cliquez ici

a Compétitions nationales et continentales officielles uniquement.

b Matchs officiels uniquement.
Dernière mise à jour le 27 décembre 2018.
Quentin d'Aram de Valada, né le 17 février 1987 à Paris (France), est un joueur français de rugby à XV évoluant aux postes de troisième ligne aile ou de troisième ligne centre. Formé au Stade toulousain dont il est le capitaine des espoirs jusqu'en 2010, il joue ensuite au Stade rochelais, de 2010 à 2012, puis à l'Avenir castanéen en Fédérale 1.

## Biographie
Après avoir commencé le rugby au Paris université club (PUC) puis au Rugby club de Vincennes, il rejoint le Stade toulousain en 2002. Il fait ses premiers pas avec l'équipe professionnelle en 2007. En juin 2010, il rejoint le Stade rochelais qui venait d'accéder au Top 14. En 2012, il signe à Castanet-Tolosan en Fédérale 1 pour la saison 2012-2013.

## Sélections
- Équipe de France de rugby à sept en 2008 et 2009
- Équipe de France universitaire en 2010